# اس‌تی‌اس-۷۴
اس‌تی‌اس-۷۴ (انگلیسی: STS-74) یکی از مأموریت‌های برنامه شاتل‌های فضایی بود که در تاریخ ۱۲ نوامبر ۱۹۹۵ از پایگاه فضایی کندی به مقصد ایستگاه فضایی میر پرتاب شد. این مأموریت حدوداً هشت روزه توسط شاتل آتلانتیس انجام گرفت و بخشی از پروژه شاتل-میر بود. هدف اصلی این مأموریت نصب قطعه Mir Docking Module بر روی ایستگاه فضایی میر بود تا اتصال شاتل و ایستگاه آسان تر شود.